# Eupithecia amplexata
Eupithecia amplexata är en fjärilsart som beskrevs av Hugo Theodor Christoph 1880. Eupithecia amplexata ingår i släktet Eupithecia och familjen mätare. Inga underarter finns listade i Catalogue of Life.